# Рівне (Тарутинська селищна громада)
Рі́вне (до 1944 року — Купоран) — болгарське село Тарутинської селищної громади в Болградському районі Одеської області в Україні. Населення — 1157 осіб (2025 рік).

## Походження історичної назви
Купаран (або Купорань) з тюркських мов Буджака перекладаєтьс як відламаний сук дерева.

## Географія
Довкола села у ХІХ столітті зберігався майже непорушно комплекс скіфських могил, який використовувався татарами як вартові споруди.

## Історія
Село засновано 1830 на території історичної області Буджак. Засновники — православні болгари, вихідці з Османської імперії (область Румелія), з однойменного села Купаран.
1840 у селі відкрита перша школа, перетворена 1879 на Міністерське училище, тоді ж збудовано кам'яне приміщення школи.
Перша кам'яна церква споруджена 1875 коштом болгарським обивателів. При чому мешканці села постійно жертвували поважні суми на церковне начиння, тоді як шкільні справи фінансувала винятково держава.
За даними 1859 у болгарській колонії Купорань Аккерманського повіту Бессарабської області мешкало 792 особи (404 чоловічої статі та 388 — жіночої), налічувалось 105 дворових господарств, існували православна церква.
Станом на 1886 у болгарській колонії Іваново-Болгарської волості мешкало 1312 осіб, налічувалось 171 дворових господарство, існували православна церква, школа, 2 лавки.
За переписом 1897 кількість мешканців зросла до 1895 осіб (973 чоловічої статі та 922 — жіночої), всі — православної віри.
Займалися рільництвом, гуртову торгівлю городиною проводили через ринки Ізмаїла та Акермана. Овечу вовну обробляли у цехах Тарутино.
З 1918 — у складі Румунії. З 1944 — постійно у складі УРСР, а з 1991 — у державі Україна.
12 червня 2020 року, відповідно до Розпорядження Кабінету Міністрів України від № 724-р «Про визначення адміністративних центрів та затвердження територій територіальних громад Одеської області», увійшло до складу Тарутинської селищної територіальної громади.
19 липня 2020 року, в результаті адміністративно-територіальної реформи і ліквідації Тарутинського району, село увійшло до складу новоутвореного Болградського району.

## Населення
Згідно з переписом УРСР 1989 року чисельність наявного населення села становила 1697 осіб, з яких 797 чоловіків та 900 жінок.
За переписом населення України 2001 року в селі мешкали 1494 особи.

### Мова
Розподіл населення за рідною мовою за даними перепису 2001 року:
| Мова       | Чисельність | Відсоток |
| ---------- | ----------- | -------- |
| болгарська | 1362        | 90,50%   |
| російська  | 60          | 3,98%    |
| українська | 46          | 3,06%    |
| румунська  | 19          | 1,26%    |
| гагаузька  | 15          | 1,00%    |
| інші       | 3           | 0,20%    |
| Усього     | 1505        | 100%     |